# Thalassia

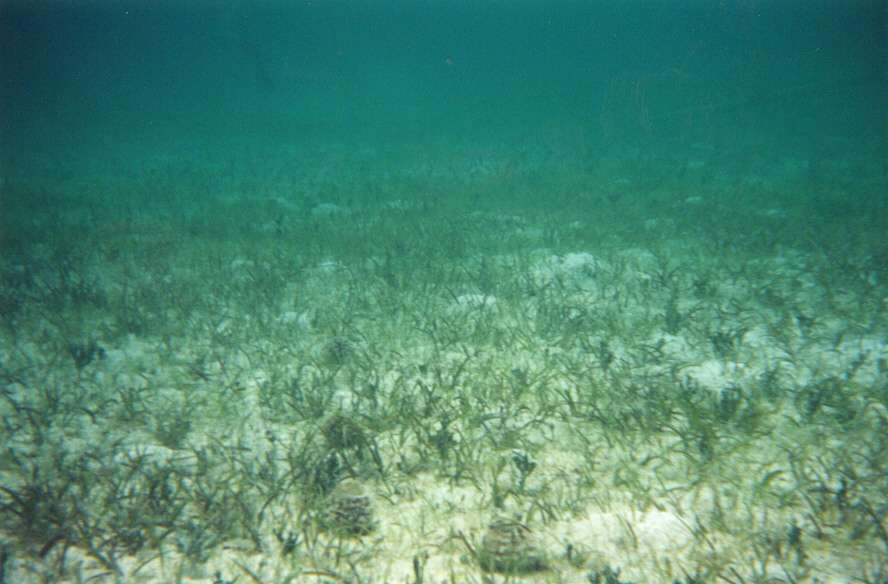
Podwodna łąka Thalassia testudinum
z kilkoma Tripneustes ventricosus

Thalassia Banks & Sol. ex König – rodzaj wieloletnich traw morskich, należący do rodziny żabiściekowatych (Hydrocharitaceae), obejmujący 2 gatunki występujące w morzach i oceanach strefy klimatu równikowego i zwrotnikowego. Thalassia hemprichii występuje w Starym Świecie, od wschodnich wybrzeży Afryki i Morza Czerwonego przez wybrzeża Oceanu Indyjskiego do zachodniego Pacyfiku. Thalassia testudinum Banks & Sol. ex K.D.Koenig zasiedla wody Nowego Świata, od południowo-wschodnich, atlantyckich wybrzeży Stanów Zjednoczonych do wybrzeży Morza Karaibskiego wschodniego Meksyku, Wenezueli i północnej Kolumbii.
Nazwa naukowa rodzaju pochodzi od greckiego słowa θαλάσσια (thalassia) – morski.

## Morfologia
PokrójWieloletnie, zanurzone trawy morskie.
ŁodygaWydłużone, płożące kłącze, z łuskowatymi liśćmi i wydłużonymi międzywęźlami. Z niektórych węzłów kłącza wyrastają krótkie, wzniesione pędy liściowe, ukorzeniające się w podłożu.
LiścieNa powstających w węzłach kłącza pędach liściowych wyrasta odziomkowo of 2 do 6 liści, zanurzonych, siedzących, o blaszce równowąskiej i tępym wierzchołku, wstęgowatych, niekiedy lekko sierpowatych, o użyłkowaniu równoległym, składającym się z 9–15 żyłek.
KwiatyRośliny dwupienne. Kwiaty jednopłciowe, zanurzone, wodopylne. Kwiaty pojedyncze lub zebrane w wierzchotkowaty kwiatostan. Kwiaty męskie osadzone na krótkich szypułkach, z trójlistkowym okwiatem, złożone z od 3 do 12 pręcików o niemal siedzących, 2-4-pylnikowych główkach. Ziarna pyłku kuliste, złączone w łańcuchy. Kwiaty żeńskie niemal siedzące, zalążnie 1-komorowe, z 6 szyjkami słupka, zakończonymi 2 nitkowatymi znamionami.
OwoceKuliste lub eliptyczne, z mięsistą owocnią, pękającą wierzchołkowo, zawierające liczne nasiona.

## Systematyka
Systematyka według Angiosperm Phylogeny Website (aktualizowany system APG IV z 2016)
Jeden z 7 rodzajów wyróżnianych w obrębie podrodziny Hydrilloideae wchodzącej w skład rodziny żabiściekowatych (Hydrocharitaceae), która należy z kolei do rzędu żabieńcowców (Alismatales).
Gatunki
- Thalassia hemprichii (Ehrenb. ex Solms) Asch.
- Thalassia testudinum Banks & Sol. ex K.D.Koenig

## Zagrożenie i ochrona
Oba gatunki Thalassia zostały uwzględnione w Czerwonej księdze gatunków zagrożonych ze statusem LT (mniejszej troski).